# Bo (orožje)
Bo je orožje, v obliki daljše (približno 181 cm, lahko več) lesene palice, ki se med drugim uporablja tudi pri borilnem športu kobudo. Japonski kmetje so jo nosili preko ramen. Na vsaki strani so visela vedra, napolnjena z vodo oziroma ribami. Lahko so jo uporabljali tudi za pomoč pri hoji, v nevarnih situacijah pa so jo uporabljali za obrambo. 

## Osnovne tehnike pri kobudu z orožjem Bo
- Hojoundo ichi
- Hojoundo ni
- Hojoundo san

## Kumite pri kobudu z orožjem Bo
Kumite je neke vrsta dogovorjena borba, kjer ima vsak od udeležencev že vnaprej točno določene udarce in obrambe.
- Kumi bo ichi
- Kumi bo ni
- Kumi bo san

## Kate pri kobudu z orožjem Bo
Osnovne kate
- Bo kihon ichi
- Bo kihon ni

 Originalne kate
- Shushi no kon
- Choun no kon
- Sakugawa no kon
- Chikinbo (Tsuken no kon)